# Valis II
Valis II (夢幻戦士ヴァリスⅡ, Varisu Tsū, Valis II: The Fantasm Soldier) est un jeu vidéo d'action développé et édité par Telenet Japan en 1989 sur MSX2 et PC Engine.
Le jeu a été édité en 1992 sur Mega Drive dans une version remaniée intitulée SD Valis (SDヴァリス, Esudī Varisu) au Japon et Syd of Valis aux États-Unis.
C'est le second épisode de la série Mugen Senshi Valis.

## Accueil
Valis II a reçu un bon accueil de la presse spécialisée :
- The Games Machine : 74 %[1]
- Gen4 : 70 %
- Joystick : 92 %[2]
- Tilt : 15/20[3]

La version SD Valis / Syd of Valis a quant à elle reçu un accueil très mitigé :
- Consoles + : 36 %
- Famitsu : 18/40[4]
- Joypad : 63 %
- Joystick : 56 %